# Coely
Coely, mit bürgerlichem Namen Coely Mbueno (* 5. Januar 1994 in Antwerpen), ist eine belgische Rapperin.

## Karriere
Im Alter von 17 Jahren wurde Coely in einem Antwerpener Jugendzentrum entdeckt. Schon zu Schulzeiten unterschrieb sie ihren ersten Vertrag mit dem belgischen independent Label Beatville. Im Sommer 2013 beendete sie die Schule und startete am folgenden Tag ihre erste Festivalsaison. Insgesamt 34 Konzerte in diesem Sommer verschafften ihr bei Studio Brussel den Titel der „Queen of the Festivals“. Im selben Jahr gewann sie den belgischen RedBull Electropedia Award als Breakthrough of the Year.
Im Sommer 2014 trat sie zum ersten Mal auch in Deutschland auf: beim Splash Festival und in der Introduction-Konzertreihe des Kölner Musikmagazins Intro.
Ihre Musik ist ein Genre-Mix aus Hip-Hop und Soul. Ihre erste Single Ain’t chasing pavements erschien am 13. September 2012. Ihr Debütalbum RAAH The Soulful Yeah folgte wenig später am 23. März 2013. Ihre Produzenten sind das Duo Nasta & NiZ. Ihre One-woman-show auf der Bühne begleitet DJ Ephonk. Als Co-Artist erscheint bei ihren Shows außerdem ihr Altersgenosse Rapper DVTCH NORRI$, auch er ein Beatville-Talent.
Erste Bühnenerfolge feiert sie als opening act für etablierte Stars wie Kanye West, Kendrick Lamar, Snoop Dogg, Nas oder De La Soul.

## Diskografie
Studioalben
- 2013: RAAH the Soulful Yeah
- 2017: Different Waters